# Va' Den Grön Så Får Du En Ny
Va' Den Grön Så Får Du En Ny er en sang af Eddie Meduza.  Sangen kan findes på albummet Garagetaper fra 1980. 
På albummet Värsting Hits fra 1998 er der en ny indspilning af denne sang, under navnet "Termosen".
I Aftonbladet blev "Va' Den Grön Så Får Du En Ny" kåret til Eddie Meduzas tiende bedste sang. I en uofficiel afstemning fra sommeren 2002 om Eddie Meduzas 100 bedste sange endte "Va' Den Grön Så Får Du En Ny" på treogtyvede plads.

## Tekst
Teksten handler om sangens hovedperson har købt en rød termokande i en butik i Målilla i Småland. Desværre ødelægges termosen, når han begynder at bruge den. Han ringer til "Hakan" (den samme "Hakan", som sangen "Hakan" handler om), der ejer butikken, hvor han købte termokanden. Han spørger "Hakan", om der er en garanti for termokande hos ham. "Hakan" svarer at den findes, hvis den var grøn. Han siger derefter, at det var det, hvorfra han får to nye grønne termokande.

## Musikvideo
I dokumentaren Eleganten Från Vidderna - Filmen Om Eddie Meduza kan du se et klip af en tidligere uudgivet musikvideo med Errol Norstedt og hans ven Jan-Åke Fröidh. I musikvideoen spiller Fröidh en bartender, for hvilken Norstedt fortæller historien.